# Maledetto quel giorno
Maledetto quel giorno è un singolo della cantautrice italiana Emma, pubblicato il 17 settembre 2012 come quinto estratto dal secondo album in studio Sarò libera.

## Descrizione
Scritto e composto da Federica Camba e Daniele Coro e prodotto da Celso Valli, Maledetto quel giorno riprende parzialmente le origini della cantante, con le stesse sonorità e la stessa coppia di produttori del suo secondo singolo ufficiale, Un sogno a costo zero, estratto dall'EP Oltre.

## Promozione
Il brano è stato presentato per la prima volta dal vivo durante la fase serale del talent show Amici 11 nella Categoria Big.
Nel gennaio 2012 è stato inserito nella colonna sonora di Benvenuti al nord e nel settembre 2012 è stato abbinato alla campagna pubblicitaria Hyundai i20 Sound Edition. In seguito è stato inserito anche nella compilation Radio Italia Hits e Hit Mania 2013.

## Video musicale
Il video è stato reso disponibile il 1º ottobre 2012 attraverso il canale ufficiale Dailymotion della Universal Music Italia e caricato sul canale Vevo ufficiale della cantante il giorno seguente. Il video musicale vede alternarsi momenti di Emma che canta ed interpreta il brano con uno sfondo di soli mattoni dietro di lei, a momenti della prima tappa del Sarò libera Tour a Cattolica; l'introduzione del video mostra due bambine, presenti alla tappa, che cantano un estratto del brano Calore.

## Tracce
Testi e musiche di Federica Camba e Daniele Coro; edizioni musicali Warner Chappell Music Italiana.
1. Maledetto quel giorno – 3:45

## Classifiche
| Classifica (2012) | Posizione massima |
| ----------------- | ----------------- |
| Italia            | 34                |